# Pingasa alboapicata
Pingasa alboapicata là một loài bướm đêm trong họ Geometridae.